# マサライ
マサライ（Masalai）は、ニューギニアのアラペシュ族に伝わる氏族神。
岩や水溜りなどに棲み、その姿は斑模様や縞模様、または双頭の蛇とされる。
基本的には狩猟神だが、侵入者に対しては容赦無く害悪をもたらすとされる。
一方で、妊婦には流産や死産、病気や死をもたらす。
また、風や地滑り、地震や洪水などの災害を引き起こす力を持つという。
ある時、とある村で村人達がウナギを殺して食べた事によりマサライの怒りに触れ、マサライに村ごと滅ぼされてしまった。しかし、ウナギを食べなかった一人の女だけが生き残った。その女は身体からヤムイモを生み出す力を得て、一緒に住むようになった人々から感謝されるようになったとされる。